# Geronimo Albertino
Girolamo Albertini (Nola, 1492 – Napoli, 1566) è stato un nobile e vescovo cattolico italiano del Regno di Napoli.

## Biografia
L'Albertino, dottore in utroque iure, fu un ufficiale di primo piano nel Regno di Napoli, reggente del Consiglio Collaterale.
Di nobile famiglia nolana, era figlio di Giacomo Albertini, signore della Foresta e di Antonia Scannapieco. Fu signore della Foresta, Chianche, Summonte, San Nicola della Cava, Tursi, Cisternino e Pimonte.
Oltre a ricoprire numerosi incarichi politici, fu il principale alleato del viceré don Pietro di Toledo nelle cause aventi ad oggetto la destituzione di potenti ufficiali del Regno, come il Ram e il Camerario.
Papa Paolo III per la sua pietà e conoscenza lo nominò nel 1545 vescovo di Avellino e Frigento. Non fu mai consacrato come vescovo e dopo tre anni rinunciò a tale cattedra. Il Papa nominò allora suo figlio Ascanio.
Nei primi anni di regno di Carlo V fu eletto reggente del Supremo Consiglio d'Aragona e ricoprì la carica di prefetto generale nella guerra contro i Senesi.
Fu regio uditore nella provincia di Otranto nel 1524, commissario dei poveri a Napoli durante la peste del 1526 nonché avvocato dei poveri negli anni 1533-1534, fino a diventare presidente della Regia Camera della Sommaria nel 1540.
Dal 1546 al 1548 fu mastro di zecca di Napoli e l'Aquila, nel delicato momento della revisione delle monete auree limate e con valori minori di quelli nominali. In tale periodo furono coniati scudi d'oro di Carlo V con incisa la lettera "A", iniziale del maestro di zecca.
Nel 1548 fu nominato Reggente del Consiglio Collaterale, massimo organo politico e legislativo del Regno di Napoli, che fungeva anche da reggente in caso di morte o assenza del viceré.
Infine, chiamato a Madrid dall'imperatore Carlo V, fu nominato Reggente del Supremo Consiglio d'Italia. Tale organo dipendente direttamente dall'imperatore si occupava degli affari di Stato dei possedimenti italiani degli Asburgo (Ducato di Milano, Stato dei Presidi, Regno di Napoli e Regno di Sicilia).
Nel 1554 seguì Filippo II a Londra in occasione del suo matrimonio con Maria Tudor, regina d'Inghilterra.
Nel 1560 presiede il Tribunale degli Eletti.
Fu uno dei massimi interlocutori negli affari imperiali, tanto che a Bruxelles poté permettersi di decidere importanti questioni regnicole con Carlo V e il de Granvella in persona.
Fu tra i fondatori, insieme a Maria Lorenza Longo dell'Ospedale degli Incurabili di Napoli.
È considerato essere l'Albertino, interlocutore di Filoteo nel dialogo filosofico De l'infinito, universo e mondi di Giordano Bruno.
A lui Luigi Tansillo dedicò odi e sonetti: "Al mio Signor Gironimo Albertino, di cui dirsene ben tanto più ascolto per queste terre, quanto più cammino".
È sepolto nella chiesa della Salute in Napoli:
HIERONYMO ALBERTINO // PATRICIO NOLANO //  EXIMIE JURIS PRUDENTIAE // AC IN JUBERNANDA REPUBLICA NEMINI SECUNDO // QUI SUB CAROLO V AC PHILIPPO II // DIGNITATIS GRANDUM PETRANSIENS AD SUPREMUM TANDEM // CONSILIERETUS A LA TERE ORDINEM ELECTUS // AD AETERNUM CONVOLAVIT // PETRUS ANTONIUS FILIUS PIETATIS ERGO // AC AMORIS POTIUS QUAM TANTI UT VIXI // MEMORIA ABOLERE POSSET FACIENDUM CURAVIT FRANCISCUS SANTI JACOBI EQUES // AC LIGIS HOMAGGIS ET ASSICURATIONIS VASSALLORUM // TOTIUS REGNI GENERALIS COMMISSARIUS // F. CLAUDIUS PEDESTRIUM MILES PREFECTUS // VOTIS PATRIS P.P. // ANNO DOMINI MDCXX
È ritratto in un dipinto di Marco Pino nella chiesa dei Santi Severino e Sossio in Napoli e da lui discendono gli Albertini, principi di Cimitile.
Aveva sposato Anna Pappacoda, che morì prima del 1522 senza lasciare figli. Successivamente sposò Vincenza Brancaccio da cui ebbe cinque figli.
A lui è dedicato l'Istituto Statale d'Istruzione Superiore G. Albertini di Nola.